# Catarina Lindqvist
Pour les articles homonymes, voir Lindqvist.
Catarina Lindqvist (née le 13 juin 1963 à Kristinehamn) est une joueuse de tennis suédoise, professionnelle de 1983 à 1992.
Outre de nombreux huitièmes et quarts, elle a atteint à deux reprises les demi-finales dans les tournois du Grand Chelem, chaque fois battue par Martina Navrátilová : à l'Open d'Australie en 1987 et à Wimbledon en 1989.
Numéro un suédoise pendant huit années consécutives (1984-1991), elle a été une solide membre du top 20 dans les années 1980.
Elle a battu des joueuses comme Claudia Kohde-Kilsch, Wendy Turnbull, Pam Shriver et la jeune Steffi Graf (par deux fois en 1984).
Pendant sa carrière, Catarina Lindqvist a gagné sept titres WTA, dont un en double dames.

## Palmarès

### Titres en simple dames
| No | Date       | Nom et lieu du tournoi                 | Catégorie   | Dotation  | Surface         | Finaliste        | Score    |          |
| -- | ---------- | -------------------------------------- | ----------- | --------- | --------------- | ---------------- | -------- | -------- |
| 1  | 09-01-1984 | Ginny of Pennsylvania, Hershey         | VS Tour C1+ | 50 000 $  | Moquette (int.) | Beth Herr        | 6-4, 6-0 | Parcours |
| 2  | 15-10-1984 | Porsche Grand Prix, Filderstadt        |             | 150 000 $ | Dur (int.)      | Steffi Graf      | 6-1, 6-4 | Parcours |
| 3  | 31-12-1984 | Ginny Championships, Port Sainte-Lucie |             | NC        | Dur (int.)      | Terry Holladay   | 6-3, 6-1 | Parcours |
| 4  | 09-04-1990 | Suntory Japan Open, Tokyo              | Tier IV     | 150 000 $ | Dur (ext.)      | Elizabeth Smylie | 6-3, 6-2 | Parcours |
| 5  | 05-02-1991 | Oslo Open, Oslo                        | Tier V      | 75 000 $  | Moquette (int.) | Raffaella Reggi  | 6-3, 6-0 | Parcours |

### Finales en simple dames
| No | Date       | Nom et lieu du tournoi         | Catégorie | Dotation  | Surface         | Vainqueure          | Score    |          |
| -- | ---------- | ------------------------------ | --------- | --------- | --------------- | ------------------- | -------- | -------- |
| 1  | 04-03-1985 | US Indoors, Princeton          |           | 150 000 $ | Moquette (int.) | Hana Mandlíková     | 6-3, 7-5 | Parcours |
| 2  | 14-10-1985 | Porsche Classic, Filderstadt   |           | 175 000 $ | Dur (int.)      | Pam Shriver         | 6-1, 7-5 | Parcours |
| 3  | 20-10-1986 | Pretty Polly Classic, Brighton |           | 200 000 $ | Moquette (int.) | Steffi Graf         | 6-3, 6-3 | Parcours |
| 4  | 06-07-1987 | Volvo Ladies Event, Båstad     |           | 75 000 $  | Terre (ext.)    | Sandra Cecchini     | 6-4, 6-4 | Parcours |
| 5  | 09-01-1989 | New South Wales Open, Sydney   | Tier IV   | 200 000 $ | Dur (ext.)      | Martina Navrátilová | 6-2, 6-4 | Parcours |

### Titre en double dames
Aucun

### Finales en double dames
| No | Date       | Nom et lieu du tournoi                   | Catégorie | Dotation  | Surface         | Vainqueures                        | Partenaire          | Score    |          |
| -- | ---------- | ---------------------------------------- | --------- | --------- | --------------- | ---------------------------------- | ------------------- | -------- | -------- |
| 1  | 11-05-1987 | German Open Berlin                       |           | 150 000 $ | Terre (ext.)    | Claudia Kohde-Kilsch Helena Suková | Tine Scheuer-Larsen | 6-1, 6-2 | Parcours |
| 2  | 22-02-1988 | Virginia Slims of Oklahoma Oklahoma City | Tier V    | 100 000 $ | Moquette (int.) | Jana Novotná Catherine Suire       | Tine Scheuer-Larsen | 6-4, 6-4 | Parcours |

## Parcours en Grand Chelem

### En simple dames
| Année | Open d'Australie (janvier) | Open d'Australie (janvier) | Internationaux de France | Internationaux de France | Wimbledon       | Wimbledon            | US Open         | US Open              | Open d'Australie (décembre) | Open d'Australie (décembre) |
| ----- | -------------------------- | -------------------------- | ------------------------ | ------------------------ | --------------- | -------------------- | --------------- | -------------------- | --------------------------- | --------------------------- |
| 1982  | n/a                        | n/a                        | -                        | -                        | -               | -                    | 1er tour (1/64) | Yvonne Vermaak       | -                           | -                           |
| 1983  | n/a                        | n/a                        | 2e tour (1/32)           | Anne White               | 1er tour (1/64) | Virginia Ruzici      | -               | -                    | -                           | -                           |
| 1984  | n/a                        | n/a                        | 2e tour (1/32)           | M. Calleja               | 2e tour (1/32)  | Hana Mandlíková      | 3e tour (1/16)  | Claudia Kohde-Kilsch | 1er tour (1/32)             | Anne Minter                 |
| 1985  | n/a                        | n/a                        | 2e tour (1/32)           | Debbie Spence            | 1er tour (1/64) | Barbara Potter       | 4e tour (1/8)   | Martina Navrátilová  | 1/4 de finale               | Claudia Kohde-Kilsch        |
| 1986  | n/a                        | n/a                        | 4e tour (1/8)            | Kathy Rinaldi            | 1/4 de finale   | Gabriela Sabatini    | 4e tour (1/8)   | Chris Evert          | n/a                         | n/a                         |
| 1987  | 1/2 finale                 | Martina Navrátilová        | 2e tour (1/32)           | Helen Kelesi             | 4e tour (1/8)   | Claudia Kohde-Kilsch | 4e tour (1/8)   | Martina Navrátilová  | n/a                         | n/a                         |
| 1988  | 4e tour (1/8)              | Steffi Graf                | 1er tour (1/64)          | Mercedes Paz             | 1er tour (1/64) | Elna Reinach         | 1er tour (1/64) | Martina Navrátilová  | n/a                         | n/a                         |
| 1989  | 1/4 de finale              | Belinda Cordwell           | 1er tour (1/64)          | Janine Thompson          | 1/2 finale      | Martina Navrátilová  | 1er tour (1/64) | Florencia Labat      | n/a                         | n/a                         |
| 1990  | -                          | -                          | 1er tour (1/64)          | Helen Kelesi             | 1er tour (1/64) | Magdalena Maleeva    | 1er tour (1/64) | Sabine Appelmans     | n/a                         | n/a                         |
| 1991  | 2e tour (1/32)             | Carrie Cunningham          | -                        | -                        | 4e tour (1/8)   | Martina Navrátilová  | 2e tour (1/32)  | Eva Švíglerová       | n/a                         | n/a                         |
| 1992  | 2e tour (1/32)             | Tami Whitlinger            | 1er tour (1/64)          | Sara Gomer               | 2e tour (1/32)  | Jana Novotná         | 1er tour (1/64) | Helena Suková        | n/a                         | n/a                         |

À droite du résultat, l’ultime adversaire.

### En double dames
| Année | Open d'Australie (janvier)    | Open d'Australie (janvier) | Internationaux de France     | Internationaux de France   | Wimbledon                    | Wimbledon                  | US Open                      | US Open                    | Open d'Australie (décembre) | Open d'Australie (décembre) |
| ----- | ----------------------------- | -------------------------- | ---------------------------- | -------------------------- | ---------------------------- | -------------------------- | ---------------------------- | -------------------------- | --------------------------- | --------------------------- |
| 1985  | n/a                           | n/a                        | 2e tour (1/16) B. Gadusek    | H. Mandlíková Anne Smith   | -                            | -                          | 1/4 de finale J. Russell     | H. Mandlíková W. Turnbull  | 1/4 de finale Chris Evert   | Jo Durie Anne Hobbs         |
| 1986  | n/a                           | n/a                        | 1er tour (1/32) J. Russell   | S. Cherneva L. Savchenko   | 2e tour (1/16) Virginia Wade | Jenny Byrne J. Thompson    | 1er tour (1/32) M. Lindström | K. Horvath Terry Phelps    | n/a                         | n/a                         |
| 1987  | 1/4 de finale Eva Pfaff       | Patricia Hy Etsuko Inoue   | 2e tour (1/16) Tine Scheuer  | Penny Barg Beth Herr       | 1er tour (1/32) Tine Scheuer | Louise Field E. Minter     | 1er tour (1/32) Tine Scheuer | Jo Durie Sharon Walsh      | n/a                         | n/a                         |
| 1988  | 3e tour (1/8) Robin White     | C. Benjamin Gretchen Rush  | 2e tour (1/16) Tine Scheuer  | Nicole Provis Elna Reinach | 3e tour (1/8) Tine Scheuer   | R. Fairbank G. Fernández   | 3e tour (1/8) Tine Scheuer   | Jenny Byrne J. Thompson    | n/a                         | n/a                         |
| 1989  | 2e tour (1/16) M. Strandlund  | Jo Durie MJ Fernández      | -                            | -                          | 2e tour (1/16) Bettina Bunge | Jana Novotná Helena Suková | 2e tour (1/16) C. MacGregor  | Jana Novotná Helena Suková | n/a                         | n/a                         |
| 1990  | -                             | -                          | 2e tour (1/16) M. Lindström  | N. Medvedeva Leila Meskhi  | 1er tour (1/32) Tine Scheuer | Jo Durie J. Richardson     | 1er tour (1/32) Alison Scott | Katrina Adams Laura Arraya | n/a                         | n/a                         |
| 1991  | 1er tour (1/32) Laura Arraya  | Monica Seles Anne Smith    | -                            | -                          | 1er tour (1/32) B. Cordwell  | Iva Budařová A. Nohacova   | 1er tour (1/32) B. Cordwell  | Sandy Collins R. McQuillan | n/a                         | n/a                         |
| 1992  | 1er tour (1/32) Maya Kidowaki | Ayako Hirose Yone Kamio    | 1er tour (1/32) M. Lindström | P. Langrová R. Zrubáková   | -                            | -                          | 1er tour (1/32) Ann Grossman | Elise Burgin M. de Swardt  | n/a                         | n/a                         |

Sous le résultat, la partenaire ; à droite, l’ultime équipe adverse.

### En double mixte
| Année | Open d'Australie (janvier), | Open d'Australie (janvier), | Internationaux de France   | Internationaux de France  | Wimbledon                    | Wimbledon                | US Open | US Open | Open d'Australie (décembre), | Open d'Australie (décembre), |
| ----- | --------------------------- | --------------------------- | -------------------------- | ------------------------- | ---------------------------- | ------------------------ | ------- | ------- | ---------------------------- | ---------------------------- |
| 1985  | n/a                         | n/a                         | 2e tour (1/16) M. Tideman  | Natasha Reva A. Chesnokov | -                            | -                        | -       | -       | n/a                          | n/a                          |
| 1987  | -                           | -                           | 2e tour (1/16) J. Svensson | Navrátilová Paul McNamee  | 2e tour (1/16) S. Svensson   | E. Smylie J. Fitzgerald  | -       | -       | n/a                          | n/a                          |
| 1988  | -                           | -                           | -                          | -                         | 2e tour (1/16) Stephen Shaw  | R. Fairbank Danie Visser | -       | -       | n/a                          | n/a                          |
| 1989  | 1er tour (1/16) P. Lundgren | Nicole Provis Johan Kriek   | -                          | -                         | 1er tour (1/32) Stephen Shaw | P. Moreno Neil Borwick   | -       | -       | n/a                          | n/a                          |

Sous le résultat, le partenaire ; à droite, l’ultime équipe adverse.

## Parcours aux Masters

### En simple dames
| # | Date       | Nom de l'édition                      | ($)       | Surface         | Résultat       | Ultime adversaire   | Score    |          |
| - | ---------- | ------------------------------------- | --------- | --------------- | -------------- | ------------------- | -------- | -------- |
| 1 | 18/03/1985 | Virginia Slims Championships New York | 500 000   | Moquette (int.) | 1/4 de finale  | Helena Suková       | 6-4, 6-4 | Parcours |
| 2 | 17/11/1986 | Virginia Slims Championships New York | 500 000   | Moquette (int.) | 1er tour (1/8) | Martina Navrátilová | 6-3, 6-0 | Parcours |
| 3 | 16/11/1987 | Virginia Slims Championships New York | 500 000   | Moquette (int.) | 1er tour (1/8) | Martina Navrátilová | 6-4, 7-6 | Parcours |
| 4 | 13/11/1989 | Virginia Slims Championships New York | 1 000 000 | Moquette (int.) | 1er tour (1/8) | Arantxa Sánchez     | 7-6, 6-3 | Parcours |

## Parcours aux Jeux olympiques

### En simple dames
| # | Date       | Nom de l'olympiade             | Surface      | Résultat        | Ultime adversaire | Score    |          |
| - | ---------- | ------------------------------ | ------------ | --------------- | ----------------- | -------- | -------- |
| 1 | 20/09/1988 | Olympic Tennis Event Séoul     | Dur (ext.)   | 3e tour (1/8)   | Manuela Maleeva   | 6-1, 6-0 | Parcours |
| 2 | 28/07/1992 | Olympic Tennis Event Barcelone | Terre (ext.) | 1er tour (1/32) | Angélica Gavaldón | 6-4, 6-3 | Parcours |

### En double dames
| # | Date       | Nom de l'olympiade             | Surface      | Résultat        | Partenaire      | Ultimes adversaires               | Score     |          |
| - | ---------- | ------------------------------ | ------------ | --------------- | --------------- | --------------------------------- | --------- | -------- |
| 1 | 28/07/1992 | Olympic Tennis Event Barcelone | Terre (ext.) | 1er tour (1/16) | Maria Lindström | Claudia Chabalgoity Andrea Vieira | 6-2, 7-65 | Parcours |

## Parcours en Coupe de la Fédération
| #                                                                      | Date       | Lieu        | Surface                        | Gagnante(s)                        | Perdante(s)                         | Score           |          |
|                                                                        |            |             |                                |                                    |                                     |                 |          |
| 1981 - 1er tour (groupe mondial) - Suède - Tchécoslovaquie - 0 : 3     |            |             |                                |                                    |                                     |                 |          |
| 1                                                                      | 09/11/1981 | Tokyo       | Terre (ext.)                   | Hana Mandlíková Renáta Tomanová    | Catarina Lindqvist Mimi Wikstedt    | 4-6, 7-6, 6-2   | Parcours |
|                                                                        |            |             |                                |                                    |                                     |                 |          |
| 1982 - 2e tour (groupe mondial) - Suisse - Suède - 2 : 1               |            |             |                                |                                    |                                     |                 |          |
| 2                                                                      | 19/07/1982 | Santa Clara | Dur (ext.)                     | C. Jolissaint                      | Catarina Lindqvist                  | 6-4, 6-1        | Parcours |
|                                                                        |            |             |                                |                                    |                                     |                 |          |
| 1983 - 1er tour (groupe mondial) - Suède - Belgique - 3 : 0            |            |             |                                |                                    |                                     |                 |          |
| 3                                                                      | 18/07/1983 | Zurich      | Terre (ext.)                   | Catarina Lindqvist                 | Marlene de Wouters                  | 6-3, 6-2        | Parcours |
|                                                                        |            |             |                                |                                    |                                     |                 |          |
| 1983 - 2e tour (groupe mondial) - États-Unis - Suède - 3 : 0           |            |             |                                |                                    |                                     |                 |          |
| 4                                                                      | 18/07/1983 | Zurich      | Terre (ext.)                   | Candy Reynolds                     | Catarina Lindqvist                  | 6-3, 3-6, 6-1   | Parcours |
|                                                                        |            |             |                                |                                    |                                     |                 |          |
| 1984 - 1er tour (groupe mondial) - Brésil - Suède - 1 : 2              |            |             |                                |                                    |                                     |                 |          |
| 5                                                                      | 16/07/1984 | São Paulo   | Terre (ext.)                   | Catarina Lindqvist                 | Pat Medrado                         | 7-5, 6-1        | Parcours |
|                                                                        |            |             |                                |                                    |                                     |                 |          |
| 1984 - 2e tour (groupe mondial) - Allemagne de l'Ouest - Suède - 2 : 1 |            |             |                                |                                    |                                     |                 |          |
| 6                                                                      | 16/07/1984 | São Paulo   | Terre (ext.)                   | Catarina Lindqvist                 | Sylvia Hanika                       | 6-4, 3-6, 6-2   | Parcours |
|                                                                        |            |             |                                |                                    |                                     |                 |          |
| 1985 - 1er tour (groupe mondial) - Canada - Suède - 2 : 1              |            |             |                                |                                    |                                     |                 |          |
| 7                                                                      | 08/10/1985 | Nagoya      | Dur (ext.)                     | Carling Bassett                    | Catarina Lindqvist                  | 6-4, 6-3        | Parcours |
| 7                                                                      | 08/10/1985 | Nagoya      | Dur (ext.)                     | Catarina Lindqvist Maria Lindström | Carling Bassett Hélène Pelletier    | 4-6, 6-3, 6-4   | Parcours |
|                                                                        |            |             |                                |                                    |                                     |                 |          |
| 1986 - 1er tour (groupe mondial) - France - Suède - 3 : 0              |            |             |                                |                                    |                                     |                 |          |
| 8                                                                      | 22/07/1986 | Prague      | Terre (ext.)                   | Catherine Tanvier                  | Catarina Lindqvist                  | 4-6, 6-2, 6-0   | Parcours |
|                                                                        |            |             |                                |                                    |                                     |                 |          |
| 1987 - 1er tour (groupe mondial) - Suède - Tchécoslovaquie - 0 : 3     |            |             |                                |                                    |                                     |                 |          |
| 9                                                                      | 28/07/1987 | Vancouver   |                                | Hana Mandlíková                    | Catarina Lindqvist                  | 6-3, 6-2        | Parcours |
| 9                                                                      | 28/07/1987 | Vancouver   | Hana Mandlíková Jana Novotná   | Catarina Lindqvist Maria Lindström | 6-3, 6-2                            |                 | Parcours |
|                                                                        |            |             |                                |                                    |                                     |                 |          |
| 1988 - 1er tour (groupe mondial) - Bulgarie - Suède - 0 : 3            |            |             |                                |                                    |                                     |                 |          |
| 10                                                                     | 05/12/1988 | Melbourne   |                                | Catarina Lindqvist                 | Elena Pampoulova                    | 7-5, 6-3        | Parcours |
|                                                                        |            |             |                                |                                    |                                     |                 |          |
| 1988 - 2e tour (groupe mondial) - Suède - États-Unis - 2 : 1           |            |             |                                |                                    |                                     |                 |          |
| 11                                                                     | 05/12/1988 | Melbourne   |                                | Catarina Lindqvist                 | Lori McNeil                         | 6-4, 7-5        | Parcours |
| 11                                                                     | 05/12/1988 | Melbourne   | Gigi Fernández Lori McNeil     | Catarina Lindqvist Maria Lindström | 7-5, 6-1                            |                 | Parcours |
|                                                                        |            |             |                                |                                    |                                     |                 |          |
| 1988 - 1/4 de finale (groupe mondial) - Canada - Suède - 3 : 0         |            |             |                                |                                    |                                     |                 |          |
| 12                                                                     | 05/12/1988 | Melbourne   |                                | Helen Kelesi                       | Catarina Lindqvist                  | 6-4, 6-4        | Parcours |
| 12                                                                     | 05/12/1988 | Melbourne   | Jill Hetherington Helen Kelesi | Catarina Lindqvist Maria Lindström | 6-3, 6-0                            |                 | Parcours |
|                                                                        |            |             |                                |                                    |                                     |                 |          |
| 1989 - 1er tour (groupe mondial) - Japon - Suède - 3 : 0               |            |             |                                |                                    |                                     |                 |          |
| 13                                                                     | 03/10/1989 | Tokyo       | Dur (ext.)                     | Akiko Kijimuta                     | Catarina Lindqvist                  | 6-2, 6-2        | Parcours |
| 13                                                                     | 03/10/1989 | Tokyo       | Dur (ext.)                     | Kimiko Date Etsuko Inoue           | Catarina Lindqvist Maria Strandlund | 7-5, 6-2        | Parcours |
|                                                                        |            |             |                                |                                    |                                     |                 |          |
| 1990 - 1er tour (groupe mondial) - Suède - Belgique - 1 : 2            |            |             |                                |                                    |                                     |                 |          |
| 14                                                                     | 23/07/1990 | Atlanta     | Dur (ext.)                     | Catarina Lindqvist                 | Sabine Appelmans                    | 7-5, 7-5        | Parcours |
| 14                                                                     | 23/07/1990 | Atlanta     | Dur (ext.)                     | Sabine Appelmans Sandra Wasserman  | Catarina Lindqvist Maria Strandlund | 6-2, 6-2        | Parcours |
|                                                                        |            |             |                                |                                    |                                     |                 |          |
| 1992 - 1er tour (groupe mondial) - Suède - Suisse - 2 : 1              |            |             |                                |                                    |                                     |                 |          |
| 15                                                                     | 14/07/1992 | Francfort   | Terre (ext.)                   | Manuela Maleeva                    | Catarina Lindqvist                  | 6-0, 6-2        | Parcours |
|                                                                        |            |             |                                |                                    |                                     |                 |          |
| 1992 - 2e tour (groupe mondial) - Pologne - Suède - 2 : 1              |            |             |                                |                                    |                                     |                 |          |
| 16                                                                     | 15/07/1992 | Francfort   | Terre (ext.)                   | Katarzyna Nowak                    | Catarina Lindqvist                  | 7-64, 6-74, 6-3 | Parcours |

## Classements WTA en fin de saison

### En simple
| Année | 1983 | 1984 | 1985 | 1986 | 1987 | 1988 | 1989 | 1990 | 1991 | 1992 |
| Rang  | 117  | 18   | 13   | 17   | 16   | 42   | 16   | 38   | 46   | 63   |

Source : (en) « Classements de Catarina Lindqvist », sur le site officiel du WTA Tour

### En double
| Année | 1986 | 1987 | 1988 | 1989 | 1990 | 1991 | 1992 |
| Rang  | 58   | 45   | 45   | 54   | 76   | 204  | 105  |

Source : (en) « Classements de Catarina Lindqvist », sur le site officiel du WTA Tour